# Ceratosaurus
Ceratosaurus (gr. "reptil con cuerno") es un género extinto con tres especies de dinosaurio terópodo ceratosáurido, que vivió a finales del período Jurásico, hace aproximadamente 153 y 148 millones de años, en el Kimmeridgiense y el Titoniense, en lo que hoy es Norteamérica, África, Uruguay y Europa. La especie tipo, Ceratosaurus nasicornis es conocida principalmente por cinco esqueletos fragmentarios incluidos los cráneos los cuales han sido hallados en la Formación Morrison, en el oeste de los Estados Unidos. Ceratosaurus fue uno de los primeros dinosaurios descubiertos y el cuarto terópodo en descubrirse, por lo cual fue algo difícil su clasificación, por esto fue el miembro tipo del infraorden Ceratosauria el cual lleva su nombre. También se han hallado fósiles asignados a la especie Ceratosaurus  nasicornis, en la Formación Lourinhã en Portugal y posiblemente en la Formación Tendaguru en Tanzania. Dos especies, de las muchas que alguna vez se han nombrado, todavía son consideradas dudosas, Ceratosaurus roechlingi de Tanzania y Ceratosaurus meriani de Suiza

## Descripción

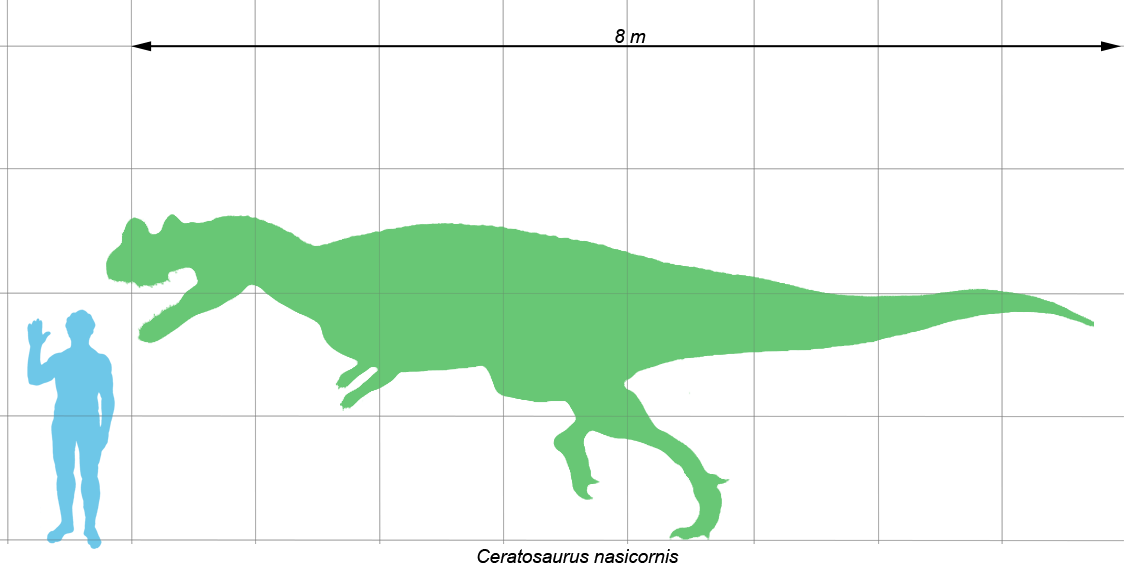
Comparación de tamaños de un humano con un Ceratosaurus.

Ceratosaurus siguió el plan corporal típico de los grandes dinosaurios terópodos. Fue bípedo y se movió sobre poderosas patas traseras, mientras que sus brazos se redujeron en tamaño. Ceratosaurus se caracteriza por tener en su cráneo una estructura semejante a un cuerno en la parte dorsal de la cabeza, colocado atrás de las fosas nasales. Ceratosaurus poseía el hueso sacro fusionado con el hueso sinsacro, mientras que los huesos de la pelvis se mantenían unidos. Único entre la mayoría de los terópodos, Ceratosaurus poseía una armadura dérmica, con pequeños osteodermos que se situaban en medio de la espalda. Su cola medía alrededor de la mitad de la longitud total del cuerpo, y era delgada y flexible, con altas espinas vertebrales, que se presentaban en el medio de su dorso. En el premaxilar Ceratosaurus poseía tres dientes con pequeñas endentaduras mesiales. En el pubis Ceratosaurus tenía una muesca grande, redondeada por debajo el agujero obturador.

### Tamaño
El espécimen holotipo de Ceratosaurus corresponde a un individuo de unos 5,3 metros de largo y 2 metros de alto, no está claro si este Ceratosaurus se había desarrollado completamente. David B. Norman en 1985 estimó que la longitud máxima de Ceratosaurus era de 6,1 metros de longitud, aunque en una evaluación hecha en el espécimen UMNH 5728 se pudo establecer que este era particularmente grande, pudiendo medir hasta 6,7 metros de largo asumiendo proporciones similares a las del holotipo, pudiendo haber pesado aproximadamente entre 418,4 y 670 kilogramos.
Marsh en 1884, sugirió que Ceratosaurus pesaba la mitad de un Allosaurus, el cual estimaba que pesaba 2 toneladas. Gregory S. Paul en Predatory Dinosaurs of the World, publicado en 1988, estima que el espécimen holotipo de C. nasicornis provenía de un animal que pesaba aproximadamente 524 kilogramos, mientras que otro material de la Cantera Cleveland-Lloyd era de un individuo mucho más grande y más pesado, que pesaba alrededor de 980 kilogramos.
Dos esqueletos, asignados a las nuevas especies C. magnicornis y C. dentisulcatus por James H. Madsen y Samuel P. Welles en un trabajo de 2000, eran muchos más grandes que el holotipo. El más grande de estos, C. dentisuclatus, fue estimado informalmente por Madsen en alrededor de 8,8 metros de largo. Gregory S. Paul , en 1988, estimó el espécimen de C. dentisulcatus en 980 kilogramos. Una cifra considerablemente menor, 275 kilogramos para C. magnicornis y 452 kilogramos para C. dentisulcatus, fue propuesta por John Foster en 2007.

### Cráneo

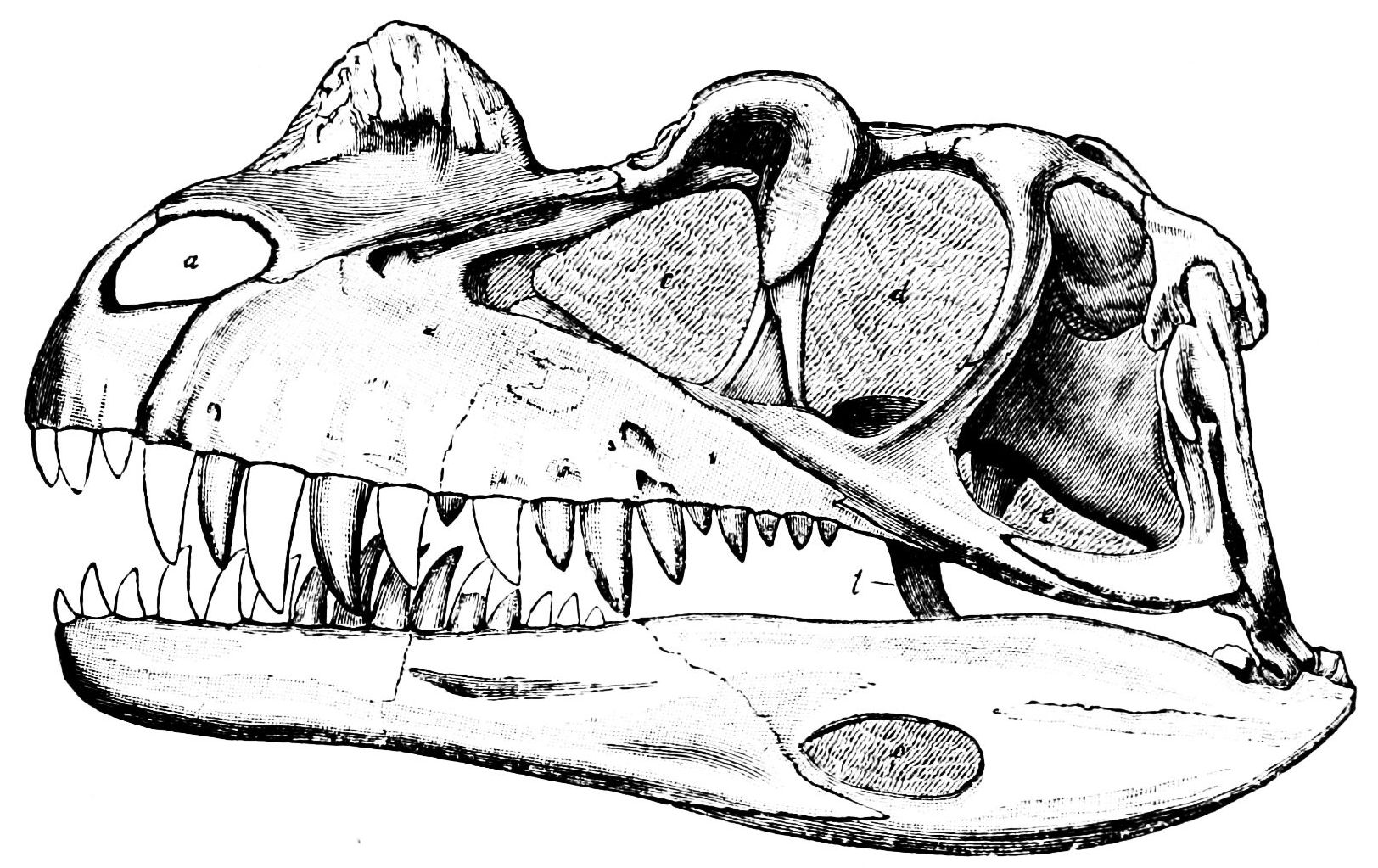
Dibujo del cráneo de Ceratosaurus.

El Ceratosaurus, a primera vista parecía un terópodo bastante típico, sin embargo, su cráneo era bastante grande en proporción al resto de su cuerpo y poseía un cuerno nasal muy grande, formado a partir de las protuberancias de los huesos nasales. Además del gran cuerno nasal, Ceratosaurus poseía crestas pequeñas en forma de cuernos, delante de cada ojo, similares a las crestas de Allosaurus, las cuales se formaron por la ampliación hacia arriba de los huesos lagrimales.
El cráneo era bastante grande en proporción al resto de su cuerpo, midiendo 62.5 centímetros de longitud en el holotipo.
 Su característica más distintiva era un cuerno prominente, que estaba situado en la línea media del cráneo detrás de las fosas nasales. Solo el núcleo del cuerno óseo es conocido por los fósiles, en el animal viviente, este núcleo habría soportado una envoltura queratinosa. En el holotipo, el núcleo del cuerno mide 13 centímetros de largo y 2 centímetros de ancho en su base, pero se reduce rápidamente a solo 1,2 centímetros más arriba, tiene 7 centímetros de altura. El núcleo del cuerno se formó a partir de protuberancias co-osificadas de los huesos nasales emparejados izquierdo y derecho. En los juveniles, las mitades del núcleo del cuerno aún no estaban co-osificadas. Además del cuerno nasal grande, Ceratosaurus poseía crestas de cuerno más pequeñas delante de cada ojo, similar a las de Allosaurus, estas crestas estaban formadas por los huesos lagrimales. Los tres cuernos eran más grandes en adultos que en juveniles.

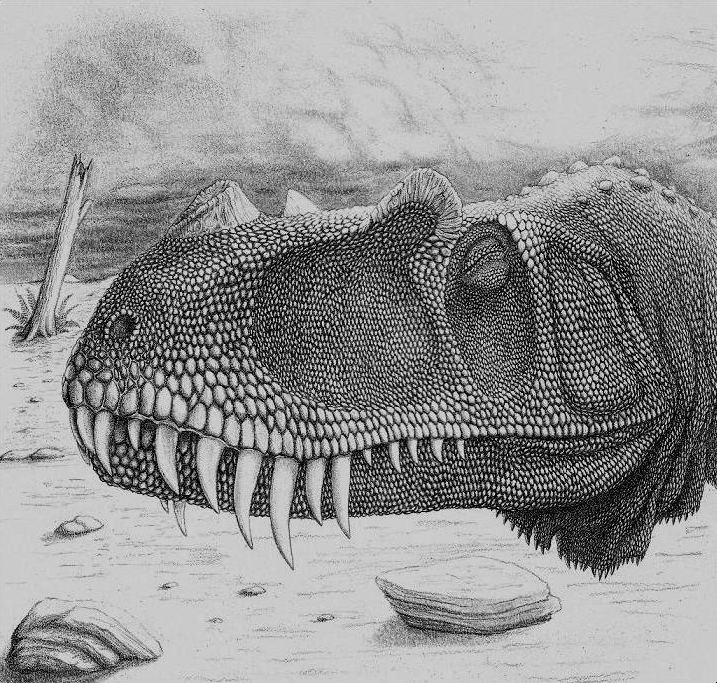
Recreación de la cabeza de un espécimen juvenil.

Las mandíbulas superiores estaban forradas con entre 12 y 15 dientes similares a cuchillas en cada lado. El hueso premaxilar, que formaba la punta del hocico, contenía solamente tres dientes en cada mitad, menos que en la mayoría de los demás terópodos. Cada mitad de la mandíbula inferior estaba equipada con 11 a 15 dientes que eran ligeramente más rectos y menos resistentes que los de la mandíbula superior. Las coronas dentales de la mandíbula superior fueron excepcionalmente largas, midiendo hasta 9.3 centímetros de longitud en la muestra más grande, que es igual a la altura mínima de la mandíbula inferior. En la muestra holotipo más pequeña, la longitud de las coronas dentales superiores 7 centímetros  incluso supera la altura mínima de la mandíbula inferior de 6,3 centímetros . En otros terópodos, esta característica solo se conoce por los Geniodectes posiblemente estrechamente relacionados. Por el contrario, varios miembros de Abelisauridae con los que se encuentra relacionados presentan coronas dentales muy bajas.

### Brazos

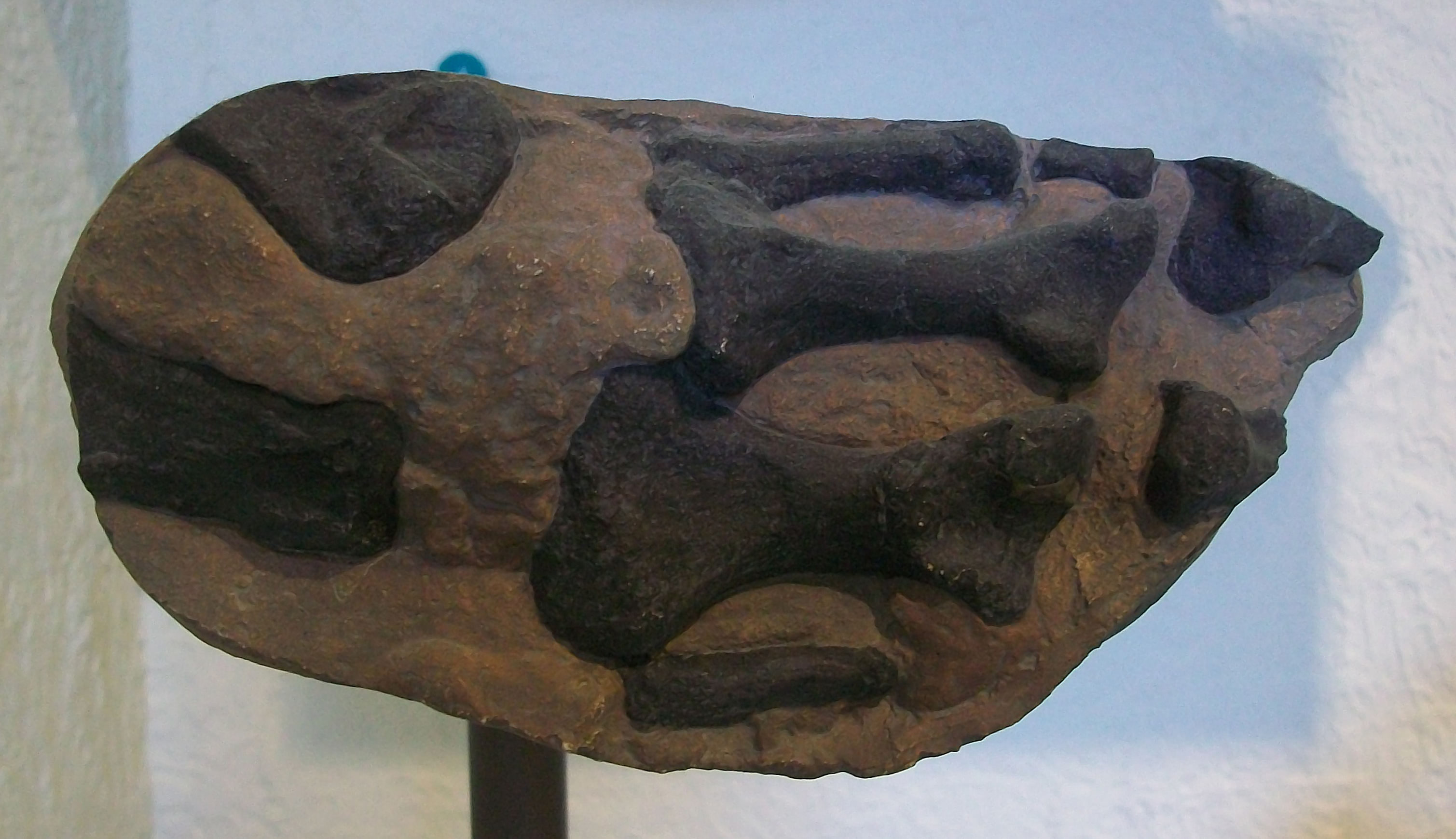
Réplica de una mano de Ceratosaurus nasicornis (espécimen AMNH 27631) en el Museo Americano de Historia Natural.

Los brazos de Ceratosaurus eran relativamente cortos, al igual que en otros representantes basales de Ceratosauria. Ceratosaurus poseía cuatro dedos en la mano, una característica muy antigua en los terópodos. Se conocen varios especímenes, incluidos el brazo fragmentario del espécimen AMNH 27631 en el Museo Americano de Historia Natural (véase la imagen), con esto se puede saber el número exacto de las falanges. También se puede observar que el primero y cuarto metacarpiano son muy cortos, mientras que el segundo metacarpiano era un poco más largo que el tercero.

### Esqueleto Axial
Se desconoce el número exacto de vértebras debido a varias brechas en la espina del holotipo. El sacro consistió en 6 vértebras sacras fusionadas. Al menos 20 vértebras presacras formaron la columna vertebral del cuello, espalda y abdomen. 50 vértebras conforman la cola. Esta última comprendía aproximadamente la mitad de la longitud total del cuerpo. Como en otros dinosaurios, contrarrestó el cuerpo y contenía el masivo músculo caudofemoral, que era responsable del impulso hacia adelante durante la locomoción, tirando de la torsión superior hacia atrás cuando se contraía . La cola de Ceratosaurus se caracterizó por espinas neurales comparativamente altas, procesos óseos dirigidos hacia arriba de las vértebras caudales y por cheurones alargados, huesos ubicados debajo de las vértebras de la cola, dando a la cola un perfil profundo en la vista lateral. A diferencia de la mayoría delos otros terópodos, Ceratosaurus poseía una fila de osteodermos pequeños, alargados y deforma irregular que corren por la mitad de su cuello, espalda y la mayor parte de su cola. Además de la línea media del cuerpo, la piel contenía osteodermos adicionales, como lo indica una placa grande de 6 × 7 centímetros encontrada junto con la muestra del holotipo, la posición de esta placa en el cuerpo es desconocida.

## Descubrimiento e investigación
Los restos fósiles de Ceratosaurus han sido encontrados en la Mina del Dinosaurio de Cleveland Lloyd en Utah central y en la Mina de Mesa Seca en Colorado. La especie tipo, descrita por Othniel Charles Marsh en 1884 y redescrita por Gilmore en 1920, es Ceratosaurus nasicornis. Dos nuevas especies distintas fueron descritas en el año 2000 por Madsen & Welles, son C. magnicornis y C. dentisulcatus. Ambas basadas en ejemplares más grandes, aunque actualmente se las considera sinónimos de  C. nasicornis. Más especies adicionales han sido nombradas alrededor del mundo, incluyendo C. roechlingi, C. ingens, C. stechowi y C. meriani, en Portugal han sido descritas de material menos completo porlogeneral referido a C. nasicornis. Si C. ingens es válido, por lo menos una especie de Ceratosaurus era tan grande como Torvosaurus y Epanterias que vivieron junto a este. Pero ahora cree que posiblemente C. ingens es un carcarodontosáurido, y que C. stechowi es un ceratosauriano o un espinosáurido. Ceratosaurus está presente en las zonas estratigráficas 2 y 4.6 de la Formación Morrison.

### Descubrimientos en Norteamérica

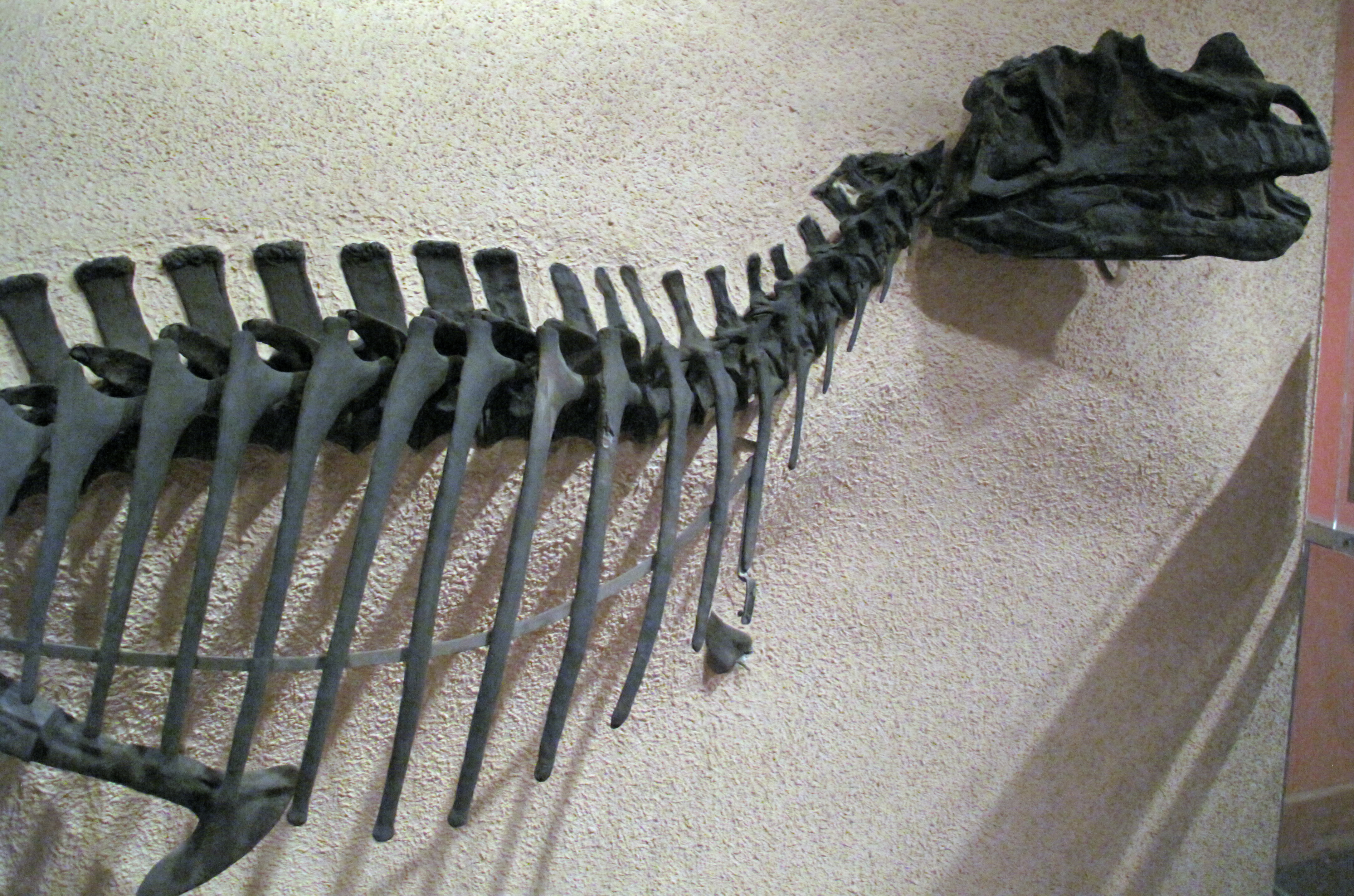
Esqueleto del Holotipo de Ceratosaurus nasicornis

El primer espécimen, el holotipo, USNM 4737 consiste en un esqueleto relativamente completo incluido el cráneo, que fue descubierto en 1883 por Marshall P. Felch, en la Mina 1, una de las canteras más ricas de fósiles de la Formación Morrison, en el Garden Park, en la zona norte de Cañon City en Colorado. El hallazgo fue descubierto a partir de la arenisca dura de la cantera, el cráneo y la columna vertebral se encuentran fuertemente aplastados. De la misma cantera además de Ceratosaurus se han descubierto muchos otros fósiles de dinosaurios incluido el espécimen holotipo de Allosaurus. Othniel Charles Marsh en 1884 describió sobre la base de este esqueleto encontrado por Marshall P. Felch, un nuevo género y especie, Ceratosaurus nasicornis, aunque al principio lo asignó a Megalosaurus. Gracias a los restos relativamente completos de Ceratosaurus en este momento es uno de los terópodos del Jurásico más conocidos de América.

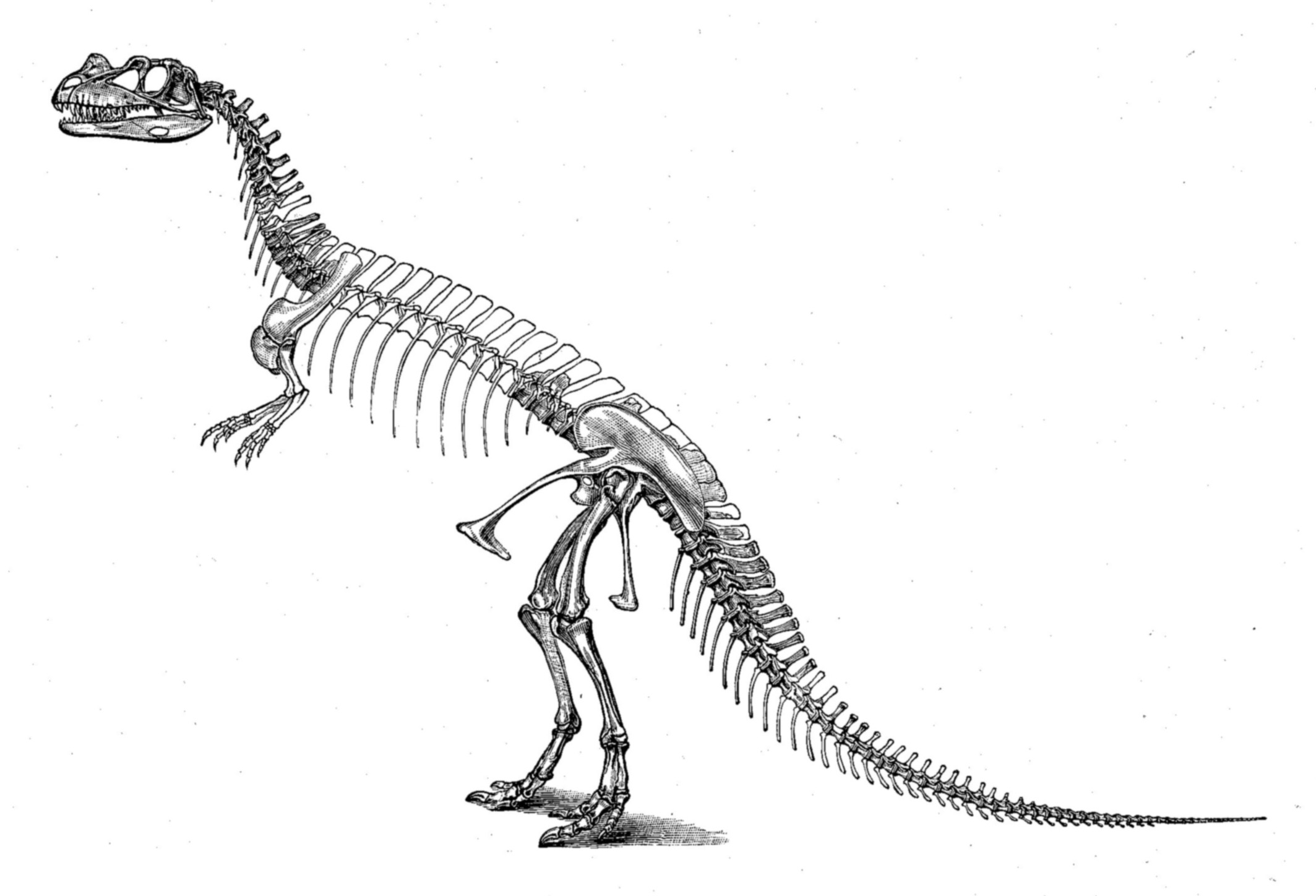
Restauración del esqueleto por OC Marsh de Ceratosaurus nasicornis de 1896, en la cual se muestra en una posición vertical errónea.

La primera reconstrucción esquelética fue hecha por Marsh que fue publicada en 1892. Charles W. Gilmore señaló en 1920, que la columna vertebral dorsal de esta reconstrucción muestra al menos seis vértebras de más, dando como resultado que el cuerpo era significativamente largo. Este error se ha adoptado en diversas ilustraciones posteriores, como en la primera reconstrucción, hecha por Frank Bond en 1899 bajo la dirección de Charles R. Knight, sin embargo, esta imagen se publicó hasta 1920. Una reconstrucción más correcta fue hecha por J.M. Gleeson, también bajo la dirección de Charles R. Knight, y fue publicada en 1901. El esqueleto holotipo se montó por primera vez en 1910 por Gilmore y ha estado expuesto en el Museo Nacional de Historia Natural. Puesto que el esqueleto al momento de haberse encontrado estaba aplastado lateralmente, Gilmore monto el esqueleto como un bajorrelieve. La mayoría de las reconstrucciones tempranas muestran a Ceratosaurus en una postura erguida, con la cola arrastrada por el suelo típica para los terópodos en esa época. La montura de Gilmore, por el contrario, estaba adelantada a su tiempo. Inspirada en los huesos superiores del muslo, que se encontraron en ángulo contra la pierna, describió la montura como un animal corriendo con una postura horizontal en lugar de vertical. una cola que no hizo contacto con el suelo.

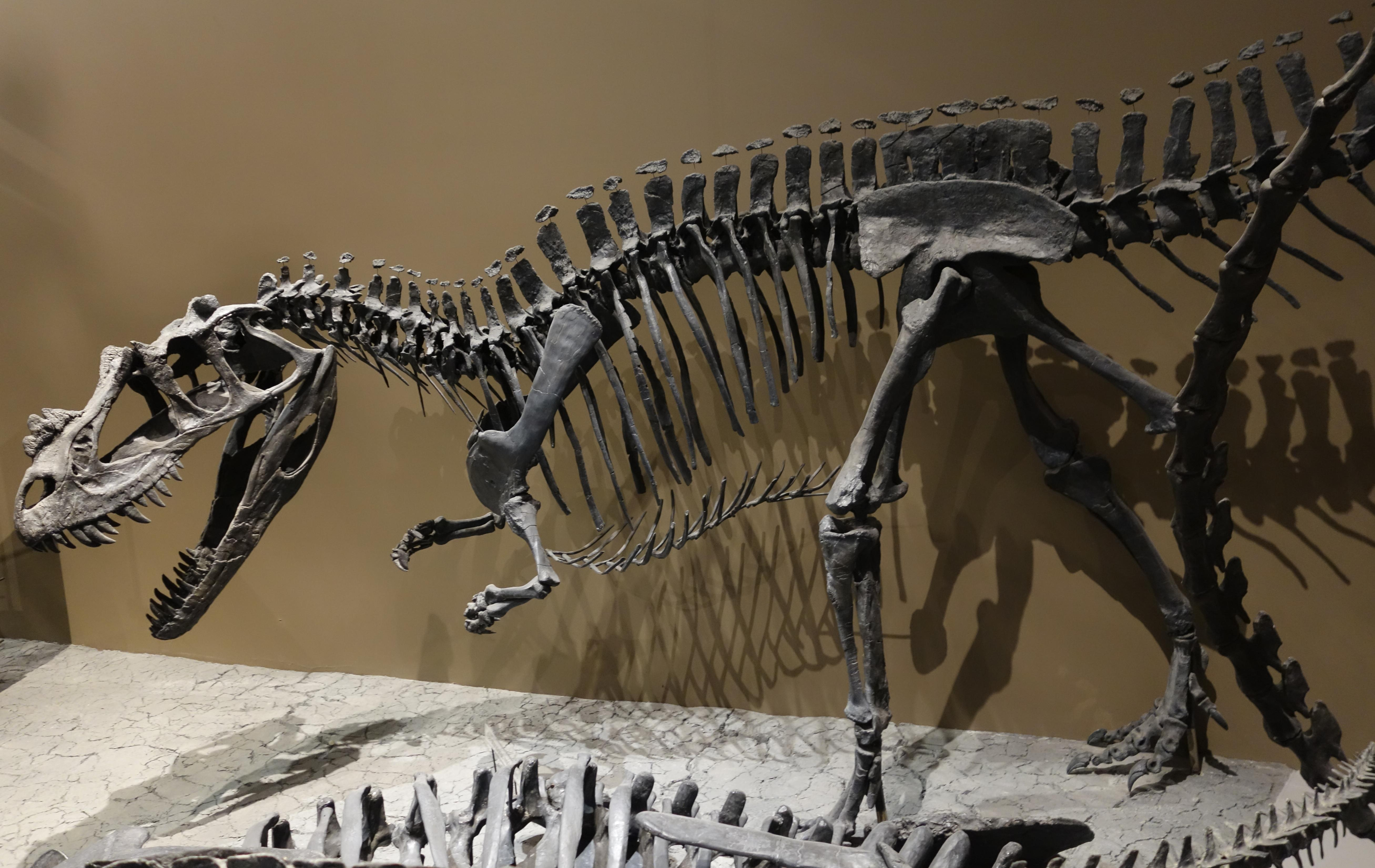
Montaje de un Ceratosaurus de la cantera Cleveland Lloyd, en exhibición en el Museo de Historia Natural de Utah.

Tras el descubrimiento del espécimen holotipo, inicialmente solo se descubrieron restos muy fragmentarios de Ceratosaurus. Solo a principios de 1960, se halló un esqueleto parcial con el cráneo, que fue descubierto por James Madsen en la Cantera Cleveland-Lloyd, de Utah, el espécimen UMNH VP 5278, que se trata de uno de los especímenes más grandes de Ceratosaurus conocidos. Con este esqueleto se ha comprobado que no se pudo haber estado articulado en una postura muy erecta, al esqueleto lo montaron en su posición anatómica original. Otro, espécimen articulado con el cráneo fue descubierto por Thor Erikson, el hijo del paleontólogo Lance Erikson, en 1976 cerca de la ciudad de Fruita, Colorado. Este espécimen es relativamente el más completo de todos los encontrados del género Ceratosaurus, aunque hay importantes elementos esqueléticos, que faltan, incluyendo la mandíbula inferior, los antebrazos y las gastralia. Fue un gran espécimen de Ceratosaurus que no se había desarrollado completamente como indican las suturas abiertas del cráneo. Madsen y Welles en el 2000 en su revisión del género, usaron al espécimen de Utah para referido a la nueva especie Ceratosaurus dentisulcatus y el espécimen de Colorado a la nueva especie Ceratosaurus magnicornis. Sin embargo, la validez de C. magnicornis y C. dentisulcatus ha sido discutida por varios paleontólogos argumentando que las diferencias con C. nasicornis se deben a una variación individual u ontogenética, relacionada con la edad, por lo tanto, serían sinónimos más modernos de la especie tipo. En 1992, fue descubierto otro esqueleto fragmentario, en la Cuenca de la Cantera Ágata en Utah. Actualmente se está preparando la descripción de este espécimen BYUVP 12893. Este fósil uno de los más grandes conocidos incluye un cráneo completo, siete vértebras fragmentarias y un hueso pélvico fragmentario. Es uno de los más grandes esqueletos conocidos de Ceratosaurus. En 1999, Brooks Britt informó sobre el descubrimiento de la que hasta ahora es el único espécimen juvenil de Ceratosaurus. Este esqueleto fue hallado en la Cabaña Cantera ósea en Wyoming. Este Ceratosaurus era un 34% más pequeño que el holotipo y consiste en un cráneo completo así como en un 30% del resto del esqueleto incluyendo una pelvis completa. .

### Descubrimientos fuera de Norteamérica

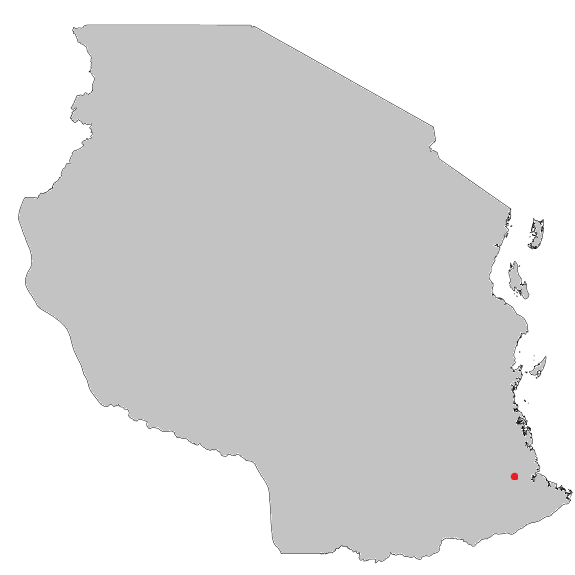
Ubicación de la Formación Tendaguru (Señalada con un punto rojo) en Tanzania.

En los años 1909-1913 varias expediciones trajeron al Museo de Historia Natural de Berlín, la diversidad de la fauna de dinosaurios de la formación Tendaguru en la actual Tanzania, a la luz. La formación Tendaguru es considerada hoy en día como el lugar más importante de fósiles de dinosaurios en África, aunque los grandes terópodos son muy escasos y los hallazgos son muy fragmentarios. En 1920 Werner Janensch escribió que algunas de las vértebras encontradas en la cantera Mw de la formación Tendaguru, pertenecían al género Ceratosaurus, sin asignarlo a una especie específica, es decir Ceratosaurus sp. En 1925 Janensch describió una nueva especie de Ceratosaurus, a la cual nombró Ceratosaurus roechlingi basada en restos fragmentarios de la cantera Mw, de la formación Tendaguru, los cuales eran restos fragmentarios de la pierna, los cuales consistían en un peroné y restos de vértebras caudales y otros fragmentos de huesos, pero ahora se considera que tal vez pertenece a algún ceratosaurio, tal vez un ceratosáurido, pero no tiene rasgos diagnósticos y se lo considera como nombre dudoso. Madsen y Welles en el año 2000 confirmaron la asociación de los dos hallazgos de Janensch a Ceratosaurus y mencionaron que algunos dientes que había hallado Janensch en 1920, en realidad pertenecían a Labrosaurus stechowi, actualmente considerado Allosaurus, pero que algunos dientes también pertenecían a Ceratosaurus. Sin embargo otros autores, no están de acuerdo con esto y afirman que ninguno de los de hallazgos de Tendaguru posee las características derivadas de Ceratosaurus ni de Allosaurus. Y dijeron que se debía hacer un diagnóstico para justificar que en realidad pertenecían a Ceratosaurus y a Allosaurus. Rowe y Gauthier en 1990 mencionaron que descubrieron una segunda especie de Ceratosaurus en la Formación Tendaguru, y lo nombraron Ceratosaurus ingens, que fuera descrito supuestamente por Janensch en 1920 y se basa en 25 restos fragmentarios, con dientes que medían hasta 15 centímetros de longitud. Sin embargo Janensch mencionó que esta nueva especie en realidad pertenecía al género Megalosaurus, aunque actualmente se cree que es un carcarodontosáurido.
Octavio Mateus y sus colegas en el 2000 y 2006 reportaron que descubrieron un espécimen de Ceratosaurus, que consta de un fémur y una tibia, así como diversos dientes. Esto fue el resultado de una expedición en la Formación Lourinhã en Portugal. Estos investigadores llegan a la conclusión de que los terópodos que vivieron en la Formación Morrison, de Norteamérica también vivieron en Portugal. Por tanto es posible que terópodos como Allosaurus y Torvosaurus, así como Ceratosaurus hayan emigrado siguiendo a sus presas. En ese momento del Jurásico Superior Europa estaba dividida por el joven y estrecho océano Atlántico, en ese momento la península ibérica estaba separada de otras partes de Europa. La similitud de los terópodos de Portugal y América del Norte es mucha, lo que implica que existieron de manera temporal puentes terrestres entre las tierras cercanas de América con Europa, lo que permitió un intercambio faunístico. Octavio Mateus nombró a la especie Ceratosaurus dentisulcatus. Mientras Carrano y Sampson en el 2008 confirman la asignación de estos fósiles a Ceratosaurus, sin embargo llegaron a la conclusión de que pudo ser un espécimen adulto de Ceratosaurus nasicornis. También de Europa se conoce C. meriani, otra especie dudosa basada en un diente premaxilar, MH 350, encontrado en la formación Reuchenette de Suiza. Originalmente denominado Megalosaurus meriani se describió como que incluía más dientes, dos caudales, MH 276, 280, un fémur, MH 372 y un osteodermo, aunque los elementos postcraneales se eliminó más tarde como el holotipo de Ornithopsis greppini una vez que Janensch se dio cuenta de que era un saurópodo. Olshevsky en 1978 lo refiere a Ceratosaurus basado en semejanza con "Labrosaurus" sulcatus". El diente es casi idéntico al primer diente premaxilar de Ceratosaurus dentisulcatus. En 2008 un diente encontrado en la formación Tacuarembo de Uruguay en Sudamérica fue asignado al género tentativamente.

### Etimología
El nombre Ceratosaurus que en griego significa "lagarto de cuerno" proviene de los términos κερας/κερατος, keras/keratos que significa "cuerno" y σαυρος/sauros "lagarto". Su nombre hace referencia al cuerno que tiene por encima de la nariz.

## Clasificación

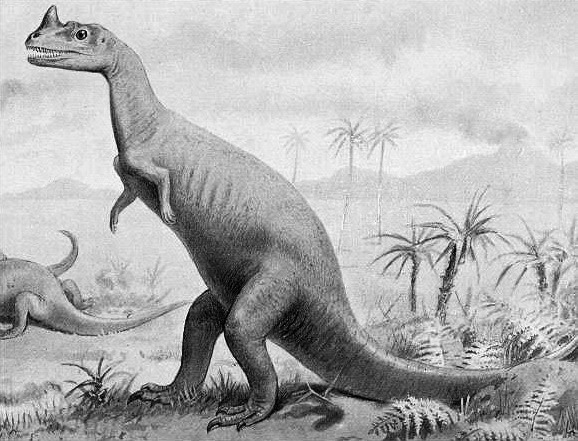
Antigua representación de Ceratosaurus.

Una comparación de los tamaños de dos grandes terópodos de Morrison. C. nasicornis promediaba cerca de 6 metros (Norman 1985, Foster 2007), mientras que el más grande y más común Allosaurus fragilis era generalmente alrededor de 8,5 metros (Glut 1997, Foster 2007). Para ambos géneros se conocen ejemplares de mayor tamaño, pero estos son probablemente los valores típicos.

Ceratosaurus está emparentado con Genyodectes, Elaphrosaurus, Fosterovenator y los abelisáuridos. La clasificación de Ceratosaurus y sus parientes inmediatos ha estado recientemente bajo un intenso debate. Los ceratosáurifos son únicos en sus características. Son muy avanzados y parecidos a un tetanuro basal para ser un gran celofisoide tardío y muy primitivos en muchas maneras para ser un verdadero carnosaurio. Sus parientes más cercanos parecen ser los abelisáuridos del Cretácico, pero de nuevo, los ceratosaurios son un enigma, al no haber enlace alguno del Cretácico inferior que los conectara.
El grupo Ceratosauria que incluye el grupo Abelisauroidea, que a su vez incluye a todos los representantes más derivados, (avanzados) de Ceratosaurus, como Carnotaurus y Noasaurus, además de una serie de miembros basales , incluyendo al propio Ceratosaurus, también incluyéndose a otros miembros basales de Ceratosauria como Elaphrosaurus, Spinostropheus y Deltadromeus. La mayoría de estudios sobre Ceratosaurus los emparentan con estos géneros basales y como un taxón hermano de Abelisauroidea. Oliver Rauhut en 2004 sugirió que la mandíbula conocida de Genyodectes sería el género hermano de Ceratosaurus, dado su gran parecido él los situó juntos en la familia Ceratosauridae. El grupo Ceratosauridae fue creado en 1884 por Othniel Charles Marsh.
En el pasado, los ceratosáuridos, los abelisáuridos del Cretácico, y los celofisoides primitivos fueron todos agrupados en el infraorden Ceratosauria, el cual se definía como "todos los terópodos más relacionados con los ceratosaurios que con las aves". Evidencia posterior demostró grandes distinciones entre los últimos. A pesar de que son considerados distantes de las aves entre los terópodos, los ceratosáuridos y sus parientes siguen siendo muy parecidos a las aves, e incluso tienen tarsos más avianos que Allosaurus. Como con todos los dinosaurios, a medida que más fósiles se hallen de estos animales, su evolución y relaciones pueden ser entendidas mejor.

### Filogenia
El siguiente es un cladograma basado en el análisis filogenético realizado por Diego Pol y Oliver WM Rauhut en 2012, que muestra la posición sistemática de Ceratosaurus:

|  | Spinostropheus                                               |
|  |                                                              |
|  | \| \| Limusaurus \| \| \| \| \| \| Elaphrosaurus \| \| \| \| |
|  |                                                              |
|  | Limusaurus                                                   |
|  |                                                              |
|  | Elaphrosaurus                                                |
|  |                                                              |

|  | Limusaurus    |
|  |               |
|  | Elaphrosaurus |
|  |               |

|  | Ceratosaurus |
|  |              |
|  | Genyodectes  |
|  |              |

|  | Noasauridae   |
|  |               |
|  | Abelisauridae |
|  |               |

|  | Ceratosaurus |
|  |              |
|  | Genyodectes  |
|  |              |

|  | Noasauridae   |
|  |               |
|  | Abelisauridae |
|  |               |

|  | Spinostropheus                                               |
|  |                                                              |
|  | \| \| Limusaurus \| \| \| \| \| \| Elaphrosaurus \| \| \| \| |
|  |                                                              |
|  | Limusaurus                                                   |
|  |                                                              |
|  | Elaphrosaurus                                                |
|  |                                                              |

|  | Limusaurus    |
|  |               |
|  | Elaphrosaurus |
|  |               |

|  | Ceratosaurus |
|  |              |
|  | Genyodectes  |
|  |              |

|  | Noasauridae   |
|  |               |
|  | Abelisauridae |
|  |               |

|  | Ceratosaurus |
|  |              |
|  | Genyodectes  |
|  |              |

|  | Noasauridae   |
|  |               |
|  | Abelisauridae |
|  |               |

|  | Spinostropheus                                               |
|  |                                                              |
|  | \| \| Limusaurus \| \| \| \| \| \| Elaphrosaurus \| \| \| \| |
|  |                                                              |
|  | Limusaurus                                                   |
|  |                                                              |
|  | Elaphrosaurus                                                |
|  |                                                              |

|  | Limusaurus    |
|  |               |
|  | Elaphrosaurus |
|  |               |

|  | Ceratosaurus |
|  |              |
|  | Genyodectes  |
|  |              |

|  | Noasauridae   |
|  |               |
|  | Abelisauridae |
|  |               |

|  | Ceratosaurus |
|  |              |
|  | Genyodectes  |
|  |              |

|  | Noasauridae   |
|  |               |
|  | Abelisauridae |
|  |               |

|  | Spinostropheus                                               |
|  |                                                              |
|  | \| \| Limusaurus \| \| \| \| \| \| Elaphrosaurus \| \| \| \| |
|  |                                                              |
|  | Limusaurus                                                   |
|  |                                                              |
|  | Elaphrosaurus                                                |
|  |                                                              |

|  | Limusaurus    |
|  |               |
|  | Elaphrosaurus |
|  |               |

|  | Ceratosaurus |
|  |              |
|  | Genyodectes  |
|  |              |

|  | Noasauridae   |
|  |               |
|  | Abelisauridae |
|  |               |

|  | Ceratosaurus |
|  |              |
|  | Genyodectes  |
|  |              |

|  | Noasauridae   |
|  |               |
|  | Abelisauridae |
|  |               |

### Rasgos anatómicos distintivos
El diagnóstico es una declaración de las características anatómicas de un organismo (o grupo) que colectivamente lo distinguen de todos los demás organismos. Algunas, pero no todas de las características en un diagnóstico también son autapomorfías. Una autapomorfía es una característica anatómica distintiva que es única para un organismo o grupo dado.
Según Rauhut en el 2000, mencionó que Ceratosaurus, puede distinguirse sobre la base de las siguientes características:
- Un estrecho núcleo óseo de un cuerno redondeado situado centralmente en el cráneo cerca de las fosas nasales.
- Una ranura ovalada mediana en las fosas nasales detrás del núcleo del cuerno.
- Un premaxilar con tres dientes.
- Dientes premaxilares con reducción de la extensión de las estrías mesiales.
- Un pubis con una gran muesca redondeada por debajo del foramen obturador.
- Pequeños osteodermos epiaxiales.

### Especies

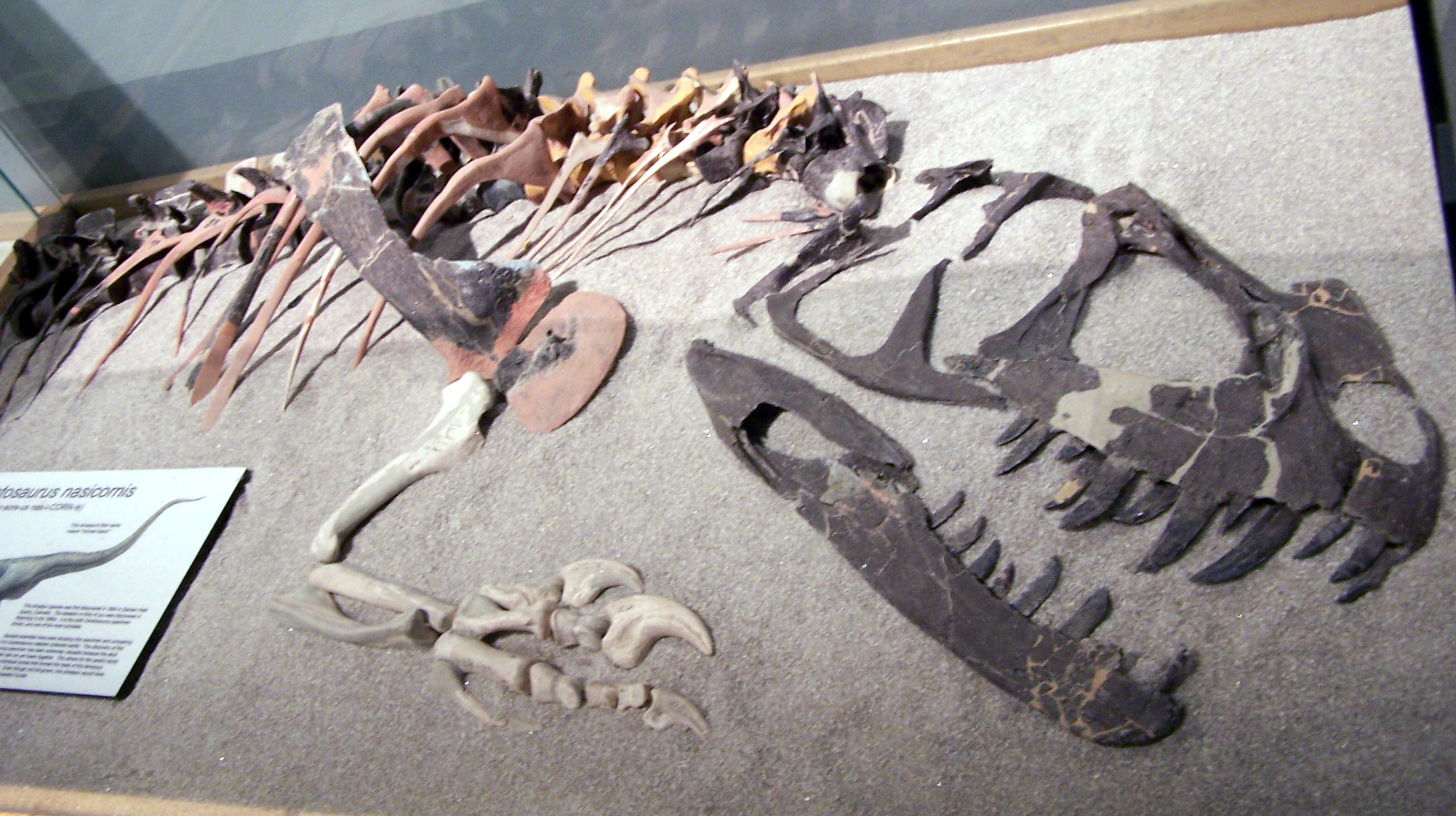
Esqueleto parcial de un Ceratosaurus nasicornis

La especie tipo y en la actualidad la única especie ampliamente reconocida es Ceratosaurus nasicornis. Madsen y Welles en el año 2000 presentaron dos nuevas especies, Ceratosaurus magnicornis de Colorado y Ceratosaurus dentisulcatus de Utah. Ceratosaurus magnicornis tiene el cuerno un poco más redondo que el de Ceratosaurus nasicornis. Ambas especies fueron significativamente mayores en tamaño que Ceratosaurus nasicornis. La validez de C. magnicornis y C. dentisulcatus, es controversial, Britt y sus colegas en el 2000 sugieren que es el espécimen holotipo de Ceratosaurus nasicornis es en realidad un espécimen juvenil, y que las dos especies más grandes, eran en realidad adultos de Ceratosaurus nasicornis. Rauhut en el 2003 y Carrano y Sampson en el 2008 sostienen que las dos nuevas especies son idénticas a Ceratosaurus nasicornis e indican que es probable que en las diferencias descritas por Madsen y Welles son ontogenéticas, teniendo variaciones de desarrollo específico o individual. A continuación se representa una tabla en la que están la especie válida, las especies dudosas y las especies reasignadas del género:

###### Especies válidas
- C. nasicornis (Marsh, 1884) especie tipo, encontrado en la Cuenca Brushy de la Formación Morrison, Colorado, EE. UU..[39]

###### Especiesdudosas
- C. meriani (N.D.) (Greppin, 1870 (originalmente "Megalosaurus" meriani), encontrado en Suiza, Europa.[40]
- "C." roechlingi (N.D.) (Janensch, 1925)>Ceratosauria incertae sedis, encontrado en Cama superior de Saurios de la Formación Tendaguru, Tanzania.[41]

###### Especies reasignadas
- C. dentisulcatus? (Madsen & Welles, 2000), encontrado en la Cuenca Brushy Basin de la Formación Morrison, Utah, EE. UU.[42] y Praia da Amoreira en la Formación Lourinha, Portugal.[2] Posible sinónimo más moderno de Ceratosaurus nasicornis
- C. magnicornis? (Madsen & Welles, 2000), encontrado en la Cuenca Brushy Basin de la Formación Morrison, Colorado, EE. UU.[42] Posible sinónimo más moderno de Ceratosaurus nasicornis
- C. ingens (N.D.) (Janensch, 1920 (originalmente "Megalosaurus" ingens)), encontrado en Cama superior de Saurios de la Formación Tendaguru, Tanzania, posiblemente un carcarodontosáurido.[43]
- C. stechowi (N.D.) (Janensch, 1920 (originalmente "Labrosaurus" stechowi)), encontrado en Cama superior de Saurios de la Formación Tendaguru, Tanzania, posiblemente Ostafrikasaurus.[43]
- "C. willisobrienorum" (N.N.) (Welles, Powell, & Pickering vide Pickering, 1995)=C. nasicornis?[44]

## Paleoecología

### Fauna y hábitat en Norteamérica
La Formación Morrison es una secuencia de sedimentos marinos y aluviales poco profundos que, según la datación radiométrica, oscila entre 156,3 millones de años en su base, y 146,8 millones de años en la parte superior, lo que la sitúa en las etapas finales del Oxfordiense, Kimmeridgiano y Tithoniano temprano del Período Jurásico Superior. Esta formación se interpreta como un entorno semiárido con distintas estaciones húmedas y secas. La cuenca de Morrison donde vivían los dinosaurios, se extendía desde Nuevo México hasta Alberta y Saskatchewan y se formó cuando los precursores de La Cordillera Frontal de las Montañas Rocosas comenzó a empujar hacia el oeste. Los depósitos de sus cuencas de drenaje orientadas al este fueron transportados por arroyos y ríos y depositados en tierras bajas pantanosas, lagos, canales fluviales y llanuras aluviales. Esta formación es similar en edad a la Formación Lourinha en Portugal y la Formación Tendaguru en Tanzania. En 1877, esta formación se convirtió en el centro de las Guerras de los huesos, una rivalidad de recolección de fósiles entre los primeros paleontólogos Othniel Charles Marsh y Edward Drinker Cope.

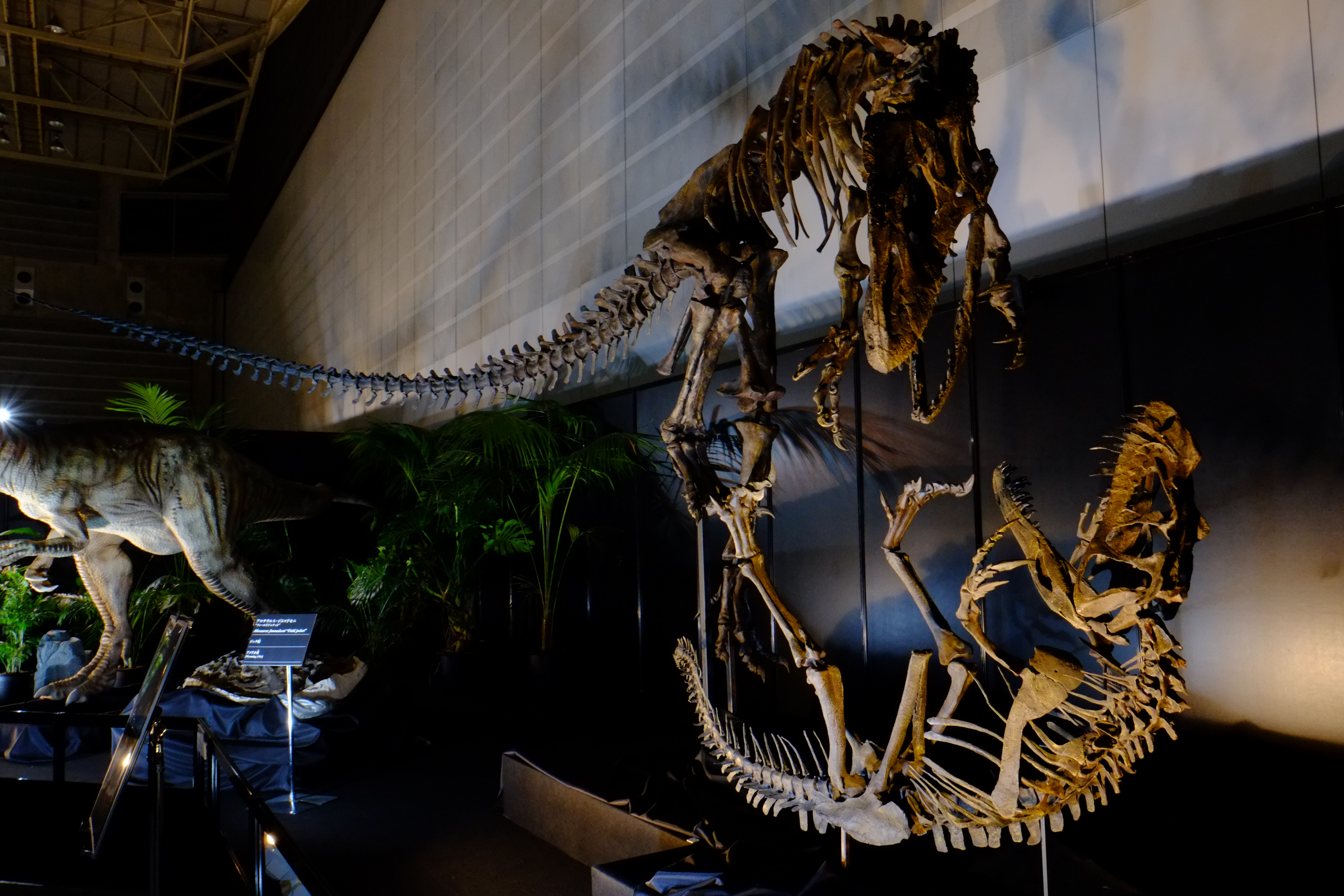
Un Allosaurus arriba, en combate con un Ceratosaurus abajo.

El paleoambiente de la Formación de Morrison incluían ríos que fluían desde el oeste en una cuenca que contenía un gigantesco lago salino-alcalino, en la que había extensas zonas húmedas. La cantera de dinosaurios de Dry Mesa en el oeste de Colorado alberga a uno de los conjuntos de vertebrados del Jurásico superior más diversos del mundo. La Formación Morrison registra un ambiente y tiempo dominado por gigantescos dinosaurios saurópodos. En la cantera de Dry Mesa Quarry se han encontrado saurópodos Apatosaurus, Brontosaurus, Diplodocus, Barosaurus, Supersaurus, Brachiosaurus y Camarasaurus, al iguanodontiano Camptosaurus, y a los terópodos Koparion, Stokesosaurus, Ornitholestes, Allosaurus, Torvosaurus y Ornitholestes y también con su primo más cercano Fosterovenator, así como a Dryosaurus y Stegosaurus. Diplodocus se encuentra comúnmente en los mismos sitios que Apatosaurus, Allosaurus, Camarasaurus y Stegosaurus. Allosaurus representa del 70 al 75% de los especímenes de terópodos y se encontraba en el nivel trófico superior de la red trófica de Morrison. Muchos de los dinosaurios de la Formación Morrison son del mismo género que los que se ven en las rocas portuguesas de la Formación Lourinha, principalmente Allosaurus Ceratosaurus, Torvosaurus y Stegosaurus o tienen una contraparte cercana como Brachiosaurus y Lusotitan o Camptosaurus y Draconyx.

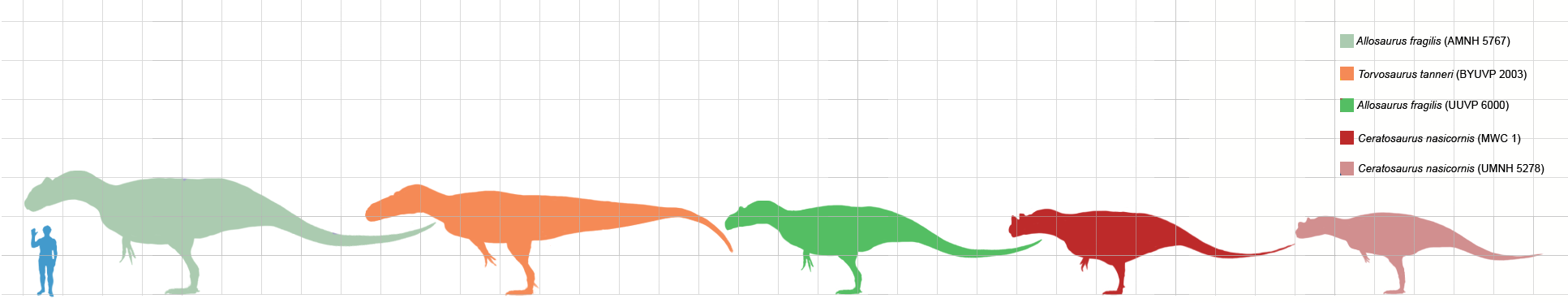
Tamaños comparados de un humano y dos Ceratosaurus (en rojo y rosa) con otros terópodos de la Formación Morrison.

La flora de este período ha sido revelada por fósiles de algas verdes, hongos, musgos, equisetos, helechos, cícadas, ginkgos, y varias familias de coníferas. La vegetación variaba desde los bosques de helechos arborescentes y helechos como bosques de galería hasta las sabanas de helechos con árboles ocasionales, como la conífera Brachyphyllum de tipo Araucaria. Los fósiles de animales descubiertos incluyen bivalvos, caracoles, peces óseos, ranas, salamandras, tortugas, esfenodontes, lagartos, crocodilomorfos acuáticos y terrestres, cotilosaurios, varias especies de pterosaurios, y mamíferos primitivos, tales como multituberculados, simetrodontes y triconodontes.

### Fauna y hábitat en Europa

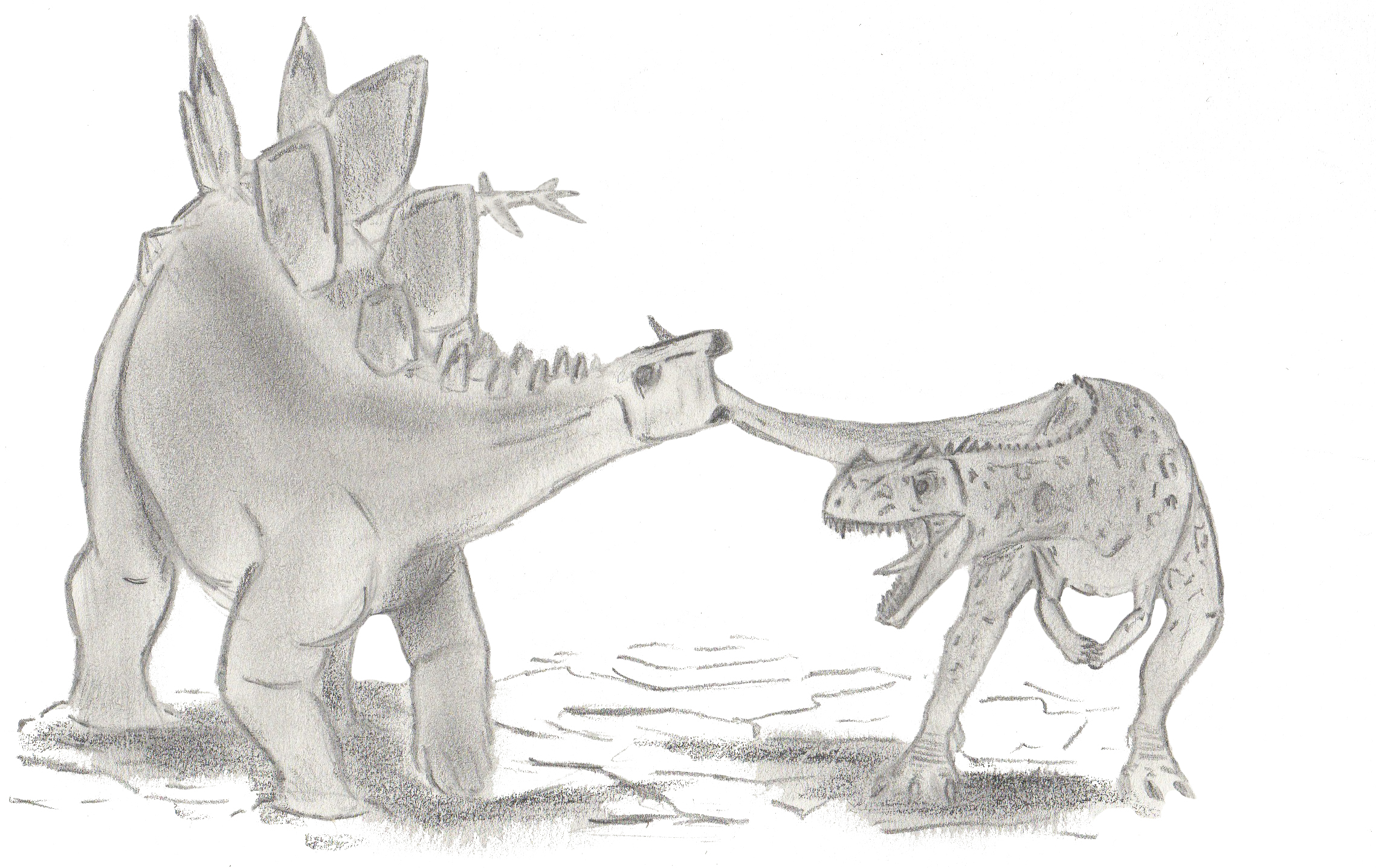
Stegosaurus defendiéndose de un Ceratosaurus.

La formación de Lourinhã también data del Kimmeridgiano-Titoniano. El ambiente era costero, y por lo tanto tenía una fuerte influencia marina. Su flora y fauna eran muy parecidas a las de Morrison. Vivió junto a las especies europeas de Allosaurus (A. europaeus) y Torvosaurus (Torvosaurus gurneyi), El terópodo Lourinhanosaurus también vivía en el área. Lusotitan era el mayor saurópodo en la región, junto a los diplodócidos Dinheirosaurus y Lourinhasaurus. Tanto con los estegosauridos Dacentrurus como Miragaia, y con el anquilosaurio Dracopelta. Draconyx era un iguanodontiano emparentado con Camptosaurus. Debido a la influencia marina de la Formación Lourinhã, también se han hallado tiburones, tortugas plesioquelídidas y crocodiliformes teleosáuridos.

### Fauna y hábitat en África
El ecosistema de la Formación Tendaguru consistía principalmente de tres tipos de medio ambiente, ambientes marinos-laguna, planicies de marea y ambientes costeros. Los ambientes costeros consistieron en salobres costeras, lagos y estanques. Estos ambientes tenían poca vegetación y donde probablemente era visitado por dinosaurios herbívoros sobre todo durante las sequías. Las zonas interiores tenían bastante vegetación, dominados por las coníferas. En general, durante el Jurásico tardío en Tendaguru el clima era subtropical y tropical con lluvias estacionales con períodos secos. La fauna y el clima de Tendaguru son similares a las de Morrison de América del Norte, excepto en sus intercalaciones marinas.
Ceratosaurus convivió con otros terópodos como Allosaurus tendagurensis, Megalosaurus roechlingi, Elaphrosaurus, Veterupristisaurus y Ostafrikasaurus; y con los ornitisquios Dysalotosaurus y Kentrosaurus; los saurópodos Giraffatitan, Dicraeosaurus, Barosaurus, Janenschia, Tendaguria y Tornieria; y el pterosaurio Tendaguripterus. Otros organismos que habitaron en Tendaguru son corales, equinodermos, cefalópodos, bivalvos, gasterópodos, decápodos, tiburones, peces neopterigios, crocodilios y pequeños mamíferos como Brancatherulum.

## Paleobiología

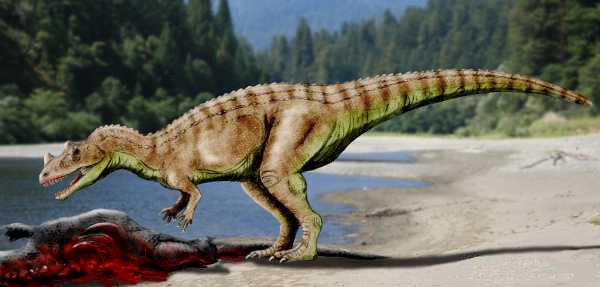
Recreación de un Ceratosaurus nasicornis devorando a un Mymoorapelta.

Ceratosaurus tuvo un cuerpo largo y flexible, con una cola que recuerda a la de un cocodrilo. Esto sugiere que pudo haber sido un buen nadador. 
Todos los fósiles encontrados en América del Norte de Ceratosaurus provienen del Kimmeridgiense y el Titoniense de la Formación Morrison, una de las principales capas de fósiles del jurásico de dinosaurios. Ceratosaurus pudo haber compartido el hábitat con otros terópodos, como Torvosaurus y Allosaurus. Ceratosaurus, ha sido encontrado en el sitio arqueológico Garden Park en Colorado, junto a los restos de Allosaurus. También ha sido hallado en la Cantera The Cleveland-Lloyd en Utah, en la Mesa Cantera en Colorado y en el Monumento nacional Dinosaurio en la frontera de Colorado y Utah cada una tenía los restos de al menos tres terópodos: Ceratosaurus, Allosaurus y Torvosaurus. También se han encontrado restos en Como Bluff y localidades cercanas. En Wyoming se recuperaron los restos de Ceratosaurus, y Allosaurus lo cual indica que vivieron juntos.

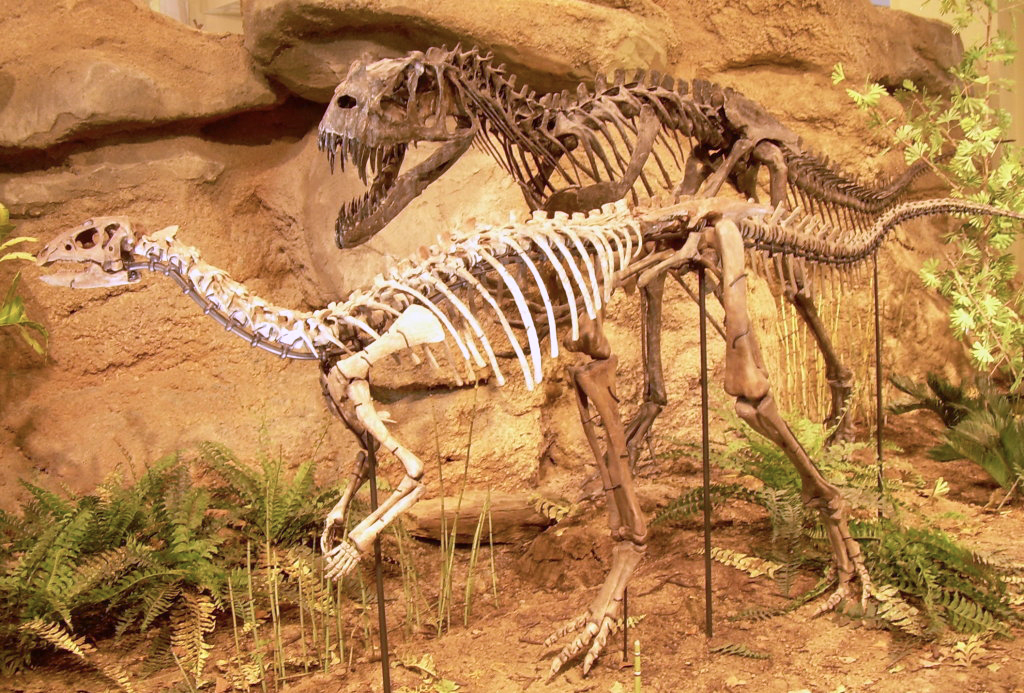
Montaje en posición de depredación de Ceratosaurus y Dryosaurus.

Varios estudios intentan clarificar qué mecanismos podrían haber limitado la competencia directa de estas tres especies. Henderson en 1998 examinó a un espécimen de Ceratosaurus y dos morfotipos de Allosaurus las cuales pertenecen a una especie sin nombrar con un hocico acortado, en cambio el espécimen de Ceratosaurus tenía un cráneo alto, ancho y corto, con dientes con forma curvada, con un hocico largo y los dientes inferiores verticales más largos. La competencia entre estas dos especies es mayor cuanto más similares las especies en su morfología, fisiología y comportamiento, más confusa era la identificación entre sus congéneres.

### Ontogenia

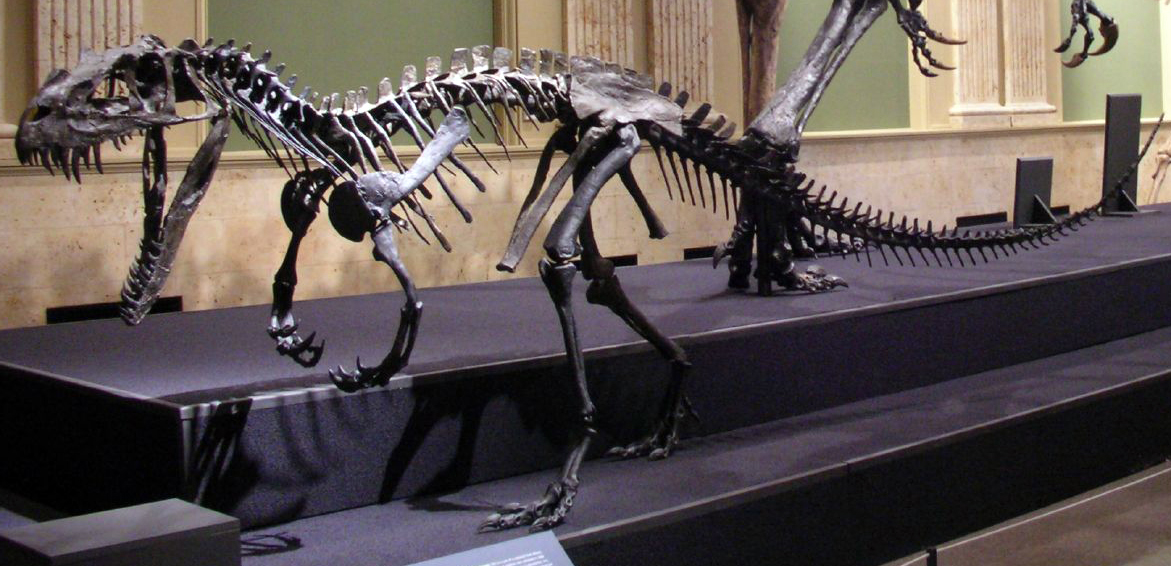
Un espécimen juvenil de Ceratosaurus nasicornis en el Dinosaur Discovery Museum.

Gracias al registro fósil se han hallado varios especímenes de Ceratosaurus tanto adultos como juveniles, cuando el Ceratosaurus estaba en su etapa juvenil llegaba a medir entre 4,5 y 5,4 metros de longitud, las diferencias ontogenéticas de Ceratosaurus son que, los especímenes juveniles tenían un cuerno pequeño, con un cráneo aplastado.

### Nichos Ecológicos

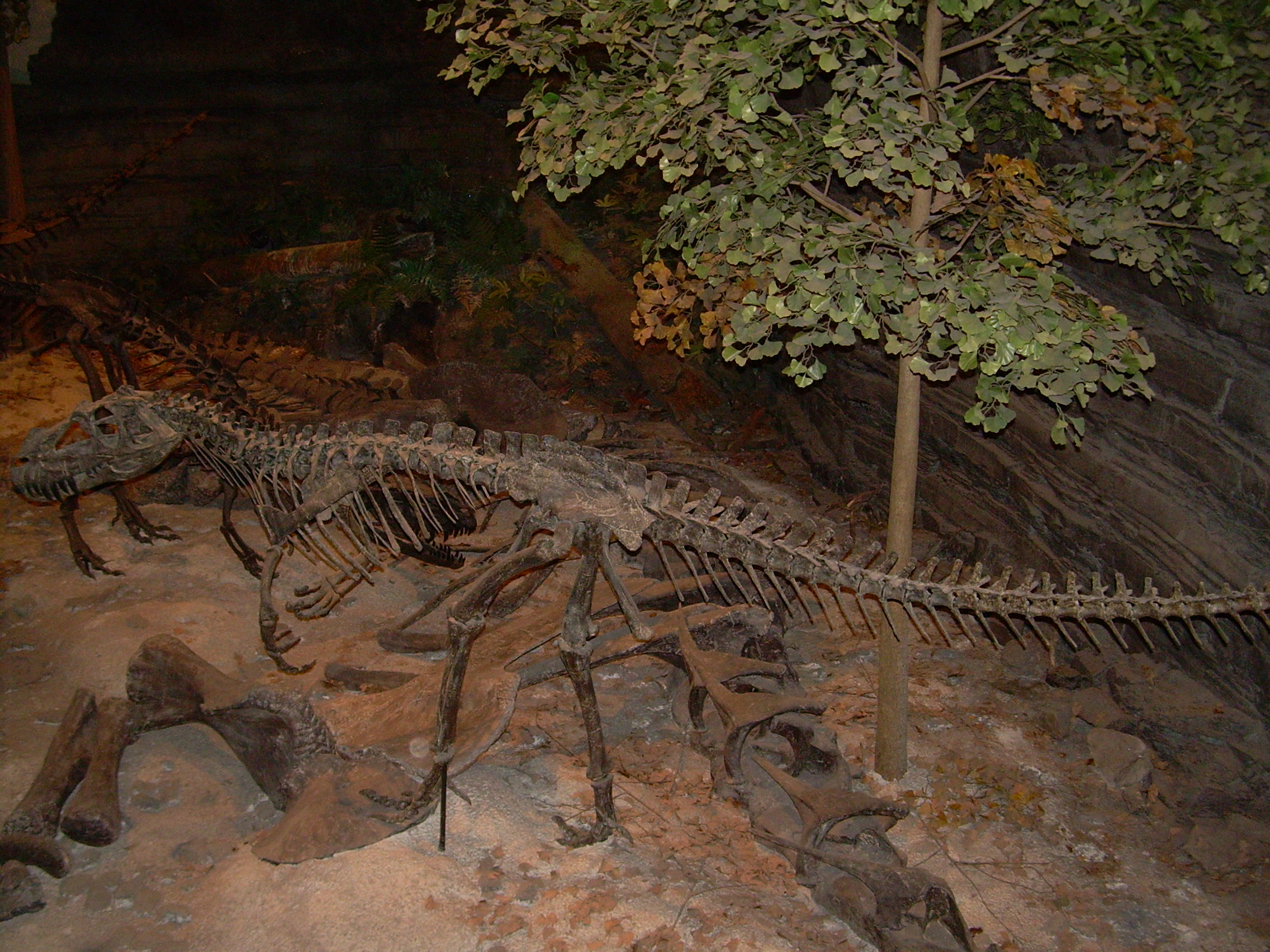
Montaje de un Ceratosaurus juvenil devorando a un saurópodo junto a un Ceratosaurus adulto.

Henderson interpretó la evolución de los dientes maxilares de Ceratosaurus como un resultado directo de la competencia de con el hocico alargado de Allosaurus. Además Ceratosaurus pudo tener otras presas preferidas; Ceratosaurus también pudo haber sido carroñero, o podría haber comido animales ya muertos en otras partes, como en los canales de agua, de la Formación Morrison. 
Los dientes maxilares alargados de Ceratosaurus y el cuerno nasal, podrían haber servido como una señal visual para el reconocimiento de sus congéneres o poseído otras funciones sociales, ya que a primera vista, por las crestas y el tamaño, Ceratosaurus pudo haber parecido a un Allosaurus.
Un estudio realizado por Robert Bakker demostró que el Ceratosaurus generalmente cazaba presas acuáticas, como peces y reptiles, aunque también tuvo potencial para alimentarse de grandes dinosaurios. El estudio además indica que a veces los adultos y los juveniles comían juntos. Esta evidencia es, por supuesto, muy debatible. Las marcas de dientes de Ceratosaurus son muy comunes en fósiles de grandes presas de dinosaurios. Otra teoría común es que el Ceratosaurus haya depredado primariamente a dinosaurios como Dryosaurus, Camptosaurus, y otros ornitópodos, ya que parece un cazador solitario incapaz de derribar a un gigantesco saurópodo adulto.

### Cuerno nasal

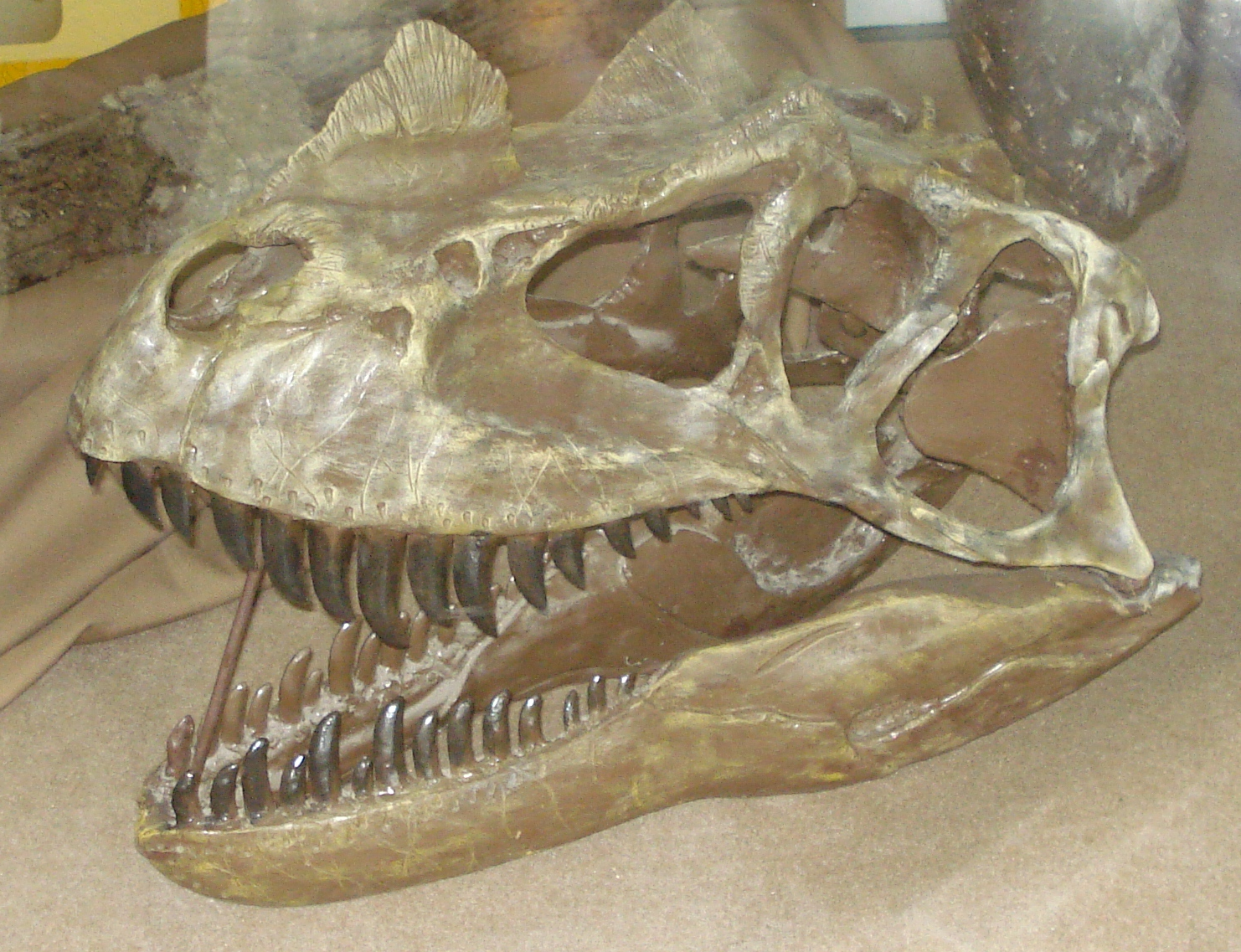
Cráneo de un Ceratosaurus con el cuerno nasal muy extendido.

Marsh en un estudio en el año de 1884 consideró que el cuerno nasal de Ceratosaurus pudo ser un "arma poderosa" a las reacciones tanto ofensivas como defensivas, y Gilmore en 1920 está de acuerdo con este análisis. Sin embargo, esta interpretación es considerada generalmente poco probable. Norman en 1985 creyó que el cuerno era "probablemente no para la protección contra otros depredadores", pero podría en cambio haberse utilizado para el combate intraespecífico, pero mencionó que es más posible que los machos hayan luchado con este cuerno, por los derechos de apareamiento. Paul en el año de 1988 sugirió que el cuerno nasal de Ceratosaurus tenía otra función, ilustrado a dos Ceratosaurus participando en un duelo de cabezazos, no letal. Rowe y Gauthier en 1990 fueron más allá, sugiriendo que el cuerno nasal de Ceratosaurus fue "probablemente utilizado para fines de visualización solamente" y no desempeñaron ningún papel en confrontaciones físicas. Si el cuerno nasal de Ceratosaurus se utilizaba para la visualización, es probable que el cuerno habría sido de colores brillantes.

### Paleopatología

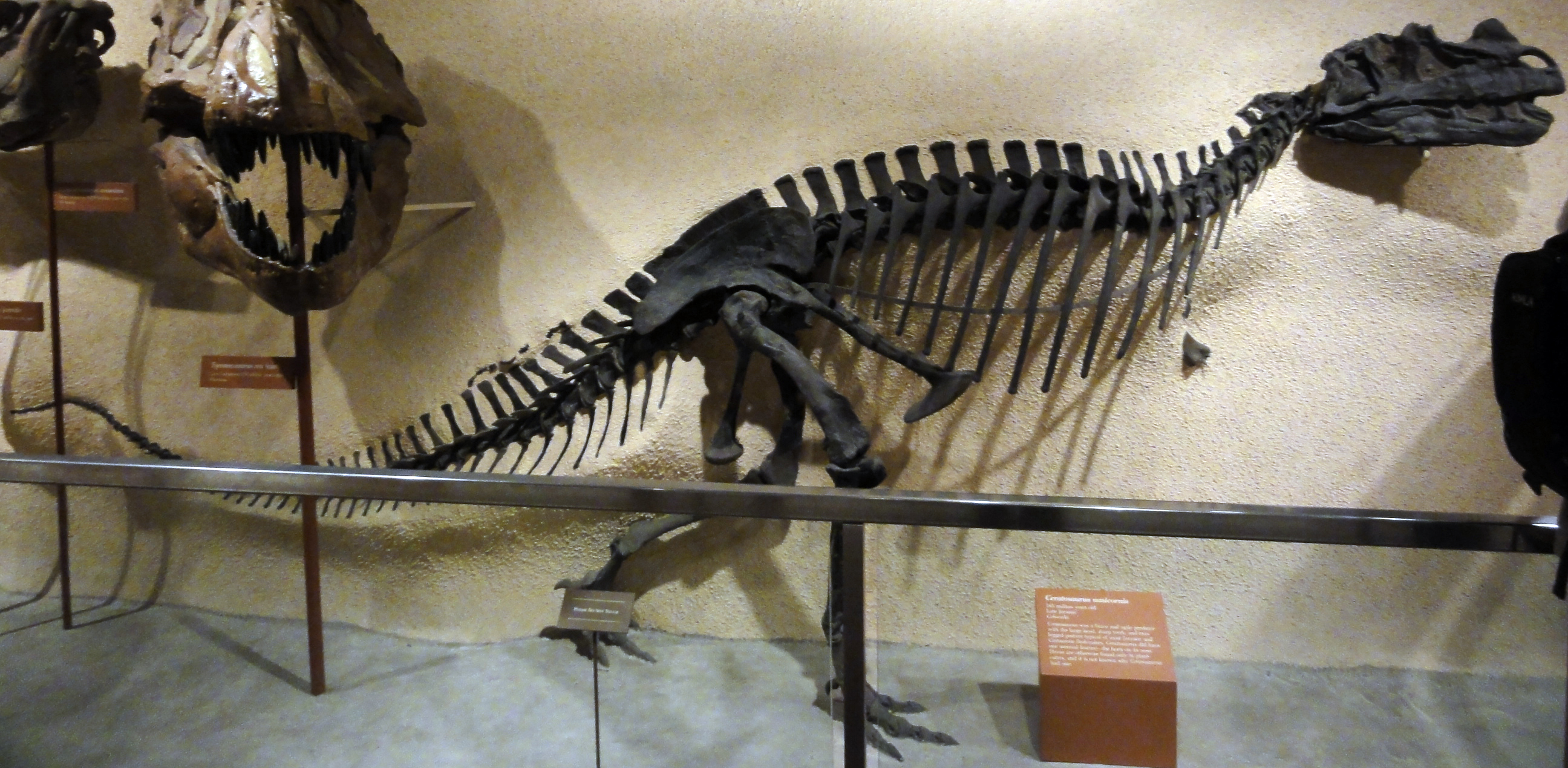
Espécimen holotipo de Ceratosaurus nasicornis, USMN 4735 en el Museo Smithsoniano.

En el 2001, Bruce Rothschild y otros publicaron un examen de la evidencia del estudio de las fracturas por estrés en dinosaurios terópodos. Ellos examinaron un solo hueso del pie del Holotipo de Ceratosaurus nasicornis y encontraron que tenía una fractura por estrés. En el espécimen Holotipo de Ceratosaurus nasicornis, USMN 4735, se encontró que sus metatarsianos 2 a 4 izquierdos estaban fusionados. Si esta fusión era patológica o natural del espécimen holotipo, se convirtió en polémica cuando Baur en 1890 especuló que la fusión fue el resultado del sanado de la fractura. Un análisis por Tanke y Rothschild sugiere que esta fusión era en efecto patológico.
Una especie no nombrada de Ceratosaurus conserva un diente roto que muestra señales de desgaste recibido después de haber comido.

## En la cultura popular

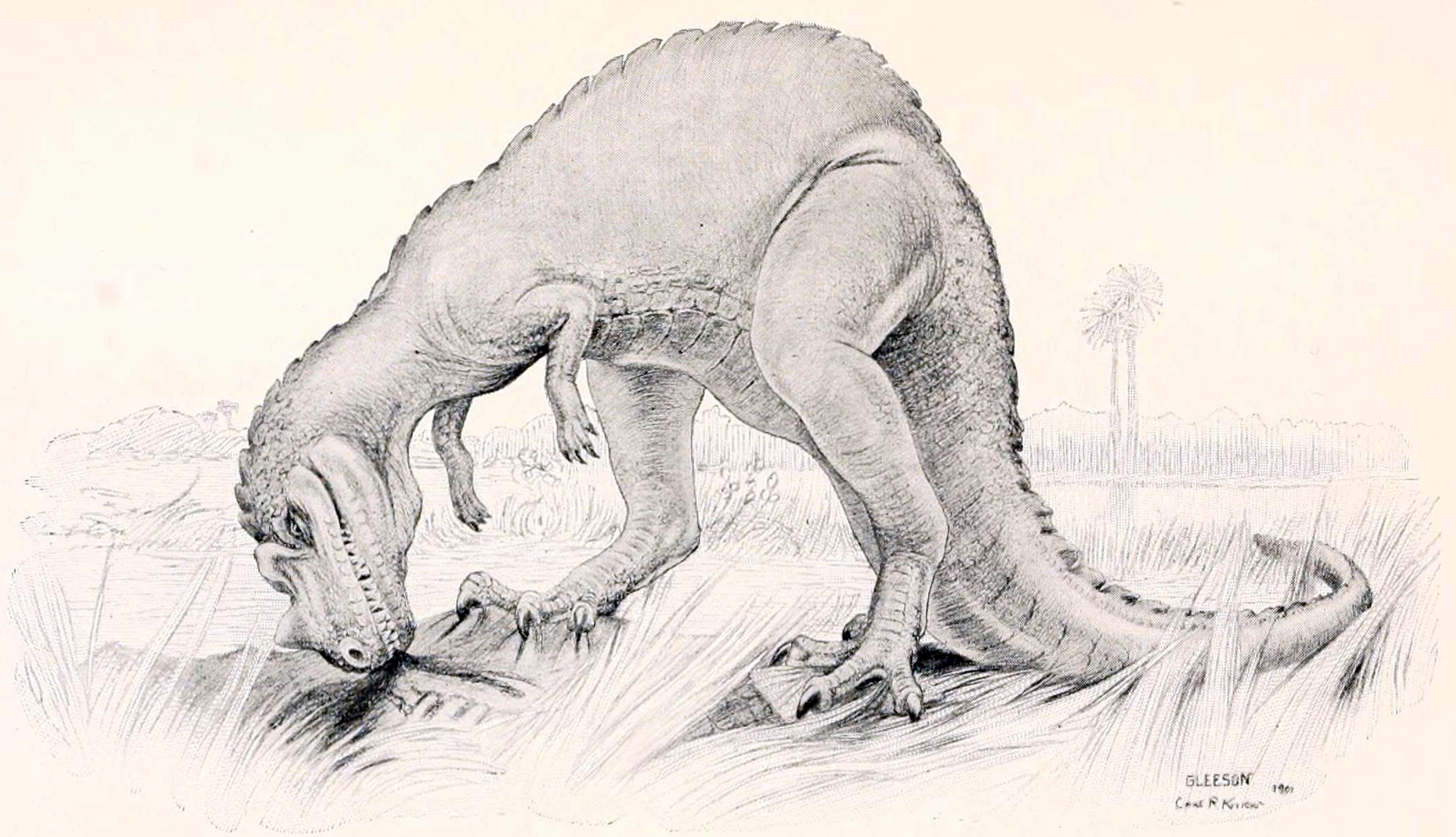
Recreación de un Ceratosaurus de Charles R. Knight.

Ceratosaurus ha aparecido en varias películas, y aparece frecuentemente en la literatura y en la mercadotecnia, incluyendo la primera película de acción de dinosaurios, DW Griffith 's Brute Force (1914).

### En español
- Joaquín Moratalla, José Manuel Reyes. Dinosaurios: Un paseo entre gigantes. Sección: Los ceratosaurios cazadores con cuerno. Páginas 48, 49,51 y 52.
- Dr. Alberto Luis Cione & Carlos Leopoldo Azcuy: Libro: Ameghiniana 1991. Sección: Relaciones Filogenéticas de los Dinosaurios terópodos Ceratosarios. Página 410.

### En inglés
- Sanders, R. K. & Smith, D. K. 2005. The endocranium of the theropod dinosaur Ceratosaurus studied with computed tomography. Acta Palaeontologica Polonica, Páginas, 50, 3, 601-616.
- Sander, M. & Smith, D. K. 2003. A three-dimensional recontruction of the endocranium of Ceratosaurus based on CT-scan data. Journal of Vertebrate Paleontology. Abstracts of papers. Sixty-third annual meeting Society of Vertebrate Paleontology, Science Museum of Minnesota23, Supplement to Number 3,93A.
- Richmond, D.R. & Stadtman, K.L. 1996. Sedimentology of a Ceratosaurus site in the San Rafael Swell, Emery County, Utah. Brigham Young University Geology Studies, Páginas:41, 117-124.
- Robert T. Bakker, Gary Bir: Dinosaur Crime Scene Investigations: Theropod Behavior at Como Bluff, Wyoming, and the Evolution of Birdness. In: Philip J. Currie, Eva B. Koppelhus, Martin A. Shugar, Joanna L. Wright (Hrsg.): Feathered Dragons.. Indiana University Press, 2004, ISBN 0-253-34373-9, Páginas.301–342.
- Paul D. Brinkman: The Second Jurassic Dinosaur Rush. Museums and Paleontology in America at the Turn of the Twentieth Century. University of Chicago Press, 2010.
- B. B. Britt, C. A. Miles, K. C. Cloward, J. H. Madsen: A juvenile Ceratosaurus (Theropoda, Dinosauria) from Bone Cabin Quarry West (Upper Jurassic, Morrison Formation), Wyoming. 19 (Ergänzung zu 3), Nr. 33A, Journal of Vertebrate Paleontology, Publicado en 1999.
- Kenneth Carpenter: The Cañon City Dinosaur Sites of Marsh and Cope. In: Society of Vertebrate Paleontology Field Trip. Publicado en 1999.
- Matthew T. Carrano: The Phylogeny of Ceratosauria (Dinosauria: Theropoda). In: Journal of Systematic Palaeontology. 6, publicado en 2008, Páginas. 183–236.
- John R. Foster: Paleoecological analysis of the vertebrate fauna of the Morrison Formation (Upper Jurassic), Rocky Mountain region, USA. In: New Mexico Museum of Natural History and Science. 23, publicado en 2003, Páginas. 1–95.
- C. W. Gilmore: Osteology of the carnivorous Dinosauria in the United States National Museum, with special reference to the genera Antrodemus (Allosaurus) and Ceratosaurus. Nr. 110, Bulletin of the United States National Museum, Publicado en 1920, Páginas.1–154.
- Donald F. Glut: Dinosaurs, the encyclopedia. McFarland & Company, Inc. Publishers, publicado en 1997, ISBN 978-0-375-82419-7.
- Donald F. Glut, Michael K. Brett-Surman: Dinosaurs and the media. In: The Complete Dinosaur. Bloomington und Indianapolis: Indiana University Press, publicado en 1997, ISBN 0-253-33349-0, Páginas.675–706.
- Donald M. Henderson: Skull and tooth morphology as indicators of niche partitioning in sympatric Morrison Formation theropods. In: Gaia. Nr. 15, publicado en 1998, ISSN 0871-5424, Páginas.219–226.
- Werner Janensch: Die Coelurosaurier und Theropoden der Tendaguru-Schichten Deutsch-Ostafrikas. In: Palaeontographica, Supplement VIII:   Páginas 1–100. publicado en 1925.
- F. v. Huene: On several known and unknown reptiles of the order Saurischia from England and France. In: Annals and Magazine of Natural History, Serie 9. Nr. 17, publicado en 1926, Páginas.473–489.
- James H. Madsen, Samuel Paul Welles: Ceratosaurus (Dinosauria, Theropoda): A Revised Osteology. Utah Geological Survey, publicado en el 2000, .
- Othniel Charles Marsh: Principal characters of American Jurassic dinosaurs, part VIII: The order Theropoda. 27, Nr. 160, American Journal of Science, publicado en 1884, Páginas.329–340.
- R. E. Molnar: Theropod Paleopathology: A Literature Survey. In: D. H. Tanke, K. Carpenter (Hrsg.): Mesozoic Vertebrate Life. Indiana University Press, publicado en el 2001, Páginas.337–363.
- Gregory S. Paul: Predatory Dinosaurs of the World. Simon & Schuster, publicado en 1988, ISBN 0-671-61946-2, Ceratosaurs.
- Oliver Rauhut: The interrelationships and evolution of basal theropod dinosaurs. In: Special Papers in Paleontology. Página 69, publicado en el 2003.
- Oliver Rauhut, Angela Milner, Scott Moore-Fay: Cranial osteology and phylogenetic position of the theropod dinosaur Proceratosaurus bradleyi (Woodward, 1910) from the Middle Jurassic of England. In: Zoological Journal of the Linnean Society. Página 158, Párrafo  1, publicado en el 2010, S. 155–195, doi:10.1111/j.1096-3642.2009.00591.x.
- Oliver Rauhut: Provenance and anatomy of Genyodectes serus, a large-toothed ceratosaur (Dinosauria: Theropoda) from Patagonia. In: Journal of Vertebrate Paleontology. 24, Nr. 4, publicado en el 2004, Páginas.894–902.
- Timothy B. Rowe, Jacques Gauthier, David B Weishampel, P. Dodson, H. Osmolska: Ceratosauria. In: The Dinosauria. 1. Auflage. University of California Press, Berkeley publicado en 1990, ISBN 0-520-06726-6, Páginas. 151–168.
- Matías Soto, Daniel Perea: A Ceratosaurid (Dinosauria, Theropoda) from the Late Jurassic–Early Cretaceous of Uruguay. In: Journal of Vertebrate Paleontology. 28, Nr. 2, publicado en el 2008, Páginas. 439–444.
- Darren H. Tanke, Bruce M. Rothschild: Dinosores: An Annotated Bibliography of Dinosaur Paleopathology and Related Topics – 1838–2001. In: New Mexico Museum of Natural History and Science. Nr. Bulletin 20, publicado en el 2001.
- François Therrien, Donald M. Henderson: My theropod is bigger than yours … or not: estimating body size from skull length in theropods. In: Journal of Vertebrate Paleontology. 27, Nr. 1, publicado en el 2007, páginas. 108–115.
- R. S. Tykoski, T. Rowe: Ceratosauria. In: D. B. Weishampel, P. Dodson, H. Osmólska (Hrsg.): The Dinosauria. 2. Auflage. University of California Press, Berkeley publicado en el 2004, ISBN 0-520-24209-2, páginas. 47–70.
- Xing Xu, James M. Clark, Jinyou Mo, Jonah Choiniere, Catherine A. Forster, Gregory M. Erickson, David W. E. Hone, Corwin Sullivan, David A. Eberth, Sterling Nesbitt, Qi Zhao, Rene Hernández, Cheng-kai Jia, Feng-lu Han, Yu Guo: A Jurassic ceratosaur from China helps clarify avian digital homologies. In: Nature. 459, 18. publicado en el 2009, páginas. 940-944, doi:10.1038/nature08124.